# La tía Julia y el escribidor
La tía Julia y el escribidor es la quinta novela del escritor peruano Mario Vargas Llosa, Premio Nobel de literatura 2010,  que fue publicada por primera vez en 1977 en Lima. Trata de la historia de un adolescente, Mario, que sueña con ser escritor y trabaja en una radioemisora en donde conoce a Pedro Camacho, un excéntrico libretista boliviano de radionovelas que además interpreta lo que escribe. Mario, o Marito como es llamado en la obra, se enamora de su tía política Julia Urquidi, quien es divorciada y 14 años mayor que él, por lo que se enfrenta con su propia familia hasta casarse con ella.